# Ivan Zoub
Ivan Andreïevitch Zoub (en russe : Иван Андреевич Зуб) est un aviateur soviétique, né en 1914. Il fut pilote de chasse et un as de la Seconde Guerre mondiale.

## Carrière
Cet as soviétique sert dans le 239e régiment de chasse aérienne (239.IAP), avant d'être nommé commissaire politique (politruk ou komissar) du 111e régiment de chasse aérienne de la Garde (111.GuIAP), avec rang de lieutenant-colonel (podpolkovnik). À l'automne 1944, il participe aux combats du quatrième front ukrainien. Il remporta en tout 14 victoires.

## Palmarès et décorations

### Tableau de chasse
Ivan Zoub est crédité de 14 victoires homologuées.

### Décorations
- Ordre de Lénine ;
- Deux fois l'ordre du Drapeau rouge ;
- Ordre d'Alexandre Nevski ;
- Ordre de la Guerre patriotique, 1re classe.